# TAKAMATSU ORNE
TAKAMATSU ORNE（タカマツオルネ）は、香川県高松市浜ノ町にある商業施設。四国旅客鉄道（JR四国）高松駅に入居している。

## 概要
高松港ウォーターフロントの再開発（サンポート高松を参照）に伴い、2001年から使用を開始した4代目高松駅駅舎内および駅ホームにある商業施設で、運営はJR四国の子会社、JR四国ステーション開発株式会社が行っている。
駅舎の建設に際しては、核テナントにデパートを誘致し、7階建てとする論議もされたものの、折からの不況のあおりを受けて縮小展開することとなり、駅舎使用開始と同年にCOM高松が開業した。
2024年には、サンポート地区の再開発を受け、高松オルネを建設。同時にCOM高松は高松オルネ南館となった。駐車場が新たに設置されたが、期間限定店舗と南館の店舗では割引サービスが受けられない。

## テナント

### 南館
1階
セブン-イレブン Kiosk高松銘品館、高松駅弁当店、リトルマーメイド、ロッテリア、白洋舎、鮨酒肴杉玉
2階
スターバックスコーヒー、実演手打うどん杵屋、創作とんかつ ケ晴レ、くまざわ書店、Can★Do、Bean’s Cafe、信州そば処 そじ坊、立喰い寿司 七幸、その他
3階
改札内
MIXERMAN.come

### 北館
1階
結びや、甲賀米粉たい焼き、ハレノヒヤ、香川・高松ツーリストインフォメーション、夢菓房たから、ハナハミネ、無印良品500、&Creators、いちから二蝶、山地蒲鉾、Graceful Gift Shop by ハレノヒヤ、JALAK coffee&cacao、ステラおばさんのクッキー、PASSERELLE Sans Façon、shikoku meguru marche、RUM STAND UMAYADO、＃114base、ジュピター、shikoku meguru kitchen、乃が美他
2階
ONWARD CROSSET SELECT、LADY LUCK LUCA、ハニーズ、TEA HOUSE cyailam、DOUBLES、JINS、ココカラファイン、バーガーキング、ミスタードーナツ、コメダ珈琲店、ロフト
3階
ガチャ王国オズコレボ、保険見直し本舗、ビューティーアイラッシュ&ビューティーフェイス、JR四国ツアー、KINMAQ整体院、TSUTAYA BOOK STORE、ニトリデコホーム
屋上
高松アンパンマン列車ひろば、ORNE ART GALLERY、ORNE PARK
駐車場棟
エースワン